# Homadaula dispertita
Homadaula dispertita is een vlinder uit de familie van de Galacticidae. De wetenschappelijke naam van de soort is voor het eerst geldig gepubliceerd in 1922 door Meyrick.